# Intendente Jefe de la Policía Nacional de Colombia

Insignia de Intendente Jefe Policía Nacional de Colombia.

Intendente Jefe es el cuarto grado perteneciente a la carrera del Nivel Ejecutivo, de la Policía Nacional de Colombia, equivale a un Suboficial en el grado de Sargento primero. 
Grado inmediatamente inferior al de Subcomisario e inmediatamente superior al de Intendente
El grado es una Jineta confeccionada en paño o lanilla color verde aceituna. Tiene 8 cm de largo por 6 cm de ancho. un ángulo invertido en la parte superior, la Estrella de la Policía en el centro y tres barras horizontales en la parte inferior, de 4 cm de largo por 0.5 cm de ancho. los ángulos, barras, bordes y estrella son bordados en hilo dorado o hilo negro dependiendo el uniforme.